# Bédy-Schwimmer Rózsa

Bécsben

Bédy-Schwimmer Rózsa, angolosan Rosika Schwimmer (Budapest, 1877. szeptember 11. – New York, 1948. augusztus 3.) magyar feminista aktivista, újságíró. A magyarországi feminista mozgalom egyik első kiemelkedő személyisége és a világ első női követe, diplomáciaiképviselet-vezetője.

## Életpályája
Felső középosztálybeli zsidó családban született Budapesten. Temesváron és Szabadkán nőtt fel, apja gabonával és mezőgazdasági termékekkel kereskedett. 1891-ben fejezte be a polgári leányiskolát. 1893-94-ben egy elvileg fiúknak fenntartott kereskedelmi esti iskolát látogatott. 
1895-től igyekezett munkát keresni. Először nevelőnőséggel próbálkozott, majd mint könyvelő és kereskedelmi levelező dolgozott. Az itt szerzett negatív tapasztalatok vezették az aktivizmushoz. Az első hónapoktól fogva tagja volt az 1897-ben létrehozott Nőtisztviselők Országos Egyesületének (NOE), 1900-tól (vagy 1901-től) pedig elnöke.
1904-ben Bédy-Schwimmer és bizalmas munkatársa, Glücklich Vilma Berlinbe utaztak, ahol részt vettek az újonnan megalakult International Women's Suffrage Alliance (IWSA, magyarul Nemzetközi Szüfrazsett Szövetség) nevű szervezet rendezvényén, valamint az International Council of Women nemzetközi kongresszusán. Bédy-Schwimmer itt előadást tartott a magyar munkásnők helyzetéről. A két nő hazatérése után alapította meg 1904-ben a Feministák Egyesületét, amely 1949-ig létezett.
A Feministák Egyesületének vezetői hamar felismerték, hogy a nők mozgósításához szükségük lesz egy folyóiratra. 1907-ben indult el A Nő és a Társadalom, mint az FE és a NOE közös hivatalos értesítője. A lap szerkesztője Bédy-Schwimmer lett. A Feministák Egyesülete a választójog megszerzését tartotta fő feladatának, de foglalkozott más kérdésekkel is. A Nő és a Társadalomban közölt írások érintették az oktatás, a munka, a nő- a gyermek- és az egészségvédelem kérdéseit. Az egyesület követelte, hogy a fiúk és a lányok ugyanazt tanulják az iskolákban, valamint a koedukációt. Kezdeményezték minél több napközi otthon és gyermekvédelmi egyesület létrehozását.
A magyar feminista mozgalom – ellentétben például az angol szüfrazsettektől – mindig békés maradt. Leginkább „militáns” cselekedetük az volt, hogy röplapokat osztogattak a parlament bejárata előtt. Mint meggyőződéses pacifista, Bédy-Schwimmer az erőszak minden formáját elítélte. 1912-ben, a „vérvörös csütörtök” után nemcsak a rendőri brutalitást bírálta, hanem a szociáldemokrata tüntetőket is, egyrészt azért, mert nem az általános választójogért küzdöttek, csak a férfiak választójogáért, másrészt pedig azért, mert erőszakkal léptek fel. Bédy-Schwimmer azt a következtetést vonta le, hogy a „világon uralkodó erőszakot” a férfiuralom alatt nem lehet megszüntetni. Az 1910-es évektől többször is felhívta a figyelmet a közelgő háború veszélyére és úgy érvelt, hogy ez a patriarchális világrendből következik, a női választójog megadása megelőzhetné. „Háborús zaj, kétségbeesett családok százezreinek jajgatása, pótolhatatlanul elpusztult értékek, Európa lángbaborulásának lehetősége: ez az egyoldalúan hímnemű állami berendezés eredménye” – írta egy 1912-es cikkben.
Az IWSA 1913-as kongresszusát Budapesten tartották meg a Feministák Egyesülete szervezésével. Az eseményről elismerő kritika jelent meg a nemzetközi sajtóban is. Bédy-Schwimmer a háború előtti időszakban világszerte ismert és elismert békepárti aktivista volt.
Bédy-Schwimmer a kongresszus után a fáradtság és a depresszió állapotába jutott. Az aktivista lét évei után szeretett volna ismét polgári foglalkozást vállalni. 1914-ben, még a háború kitörése előtt Londonba költözött, ahol az IWSA sajtótitkáraként kezdett dolgozni. A háború kitörése után Bédy-Schwimmer Londonban egyszerre nemkívánatos személlyé vált. Lemondott pozíciójáról az IWSA-ban és az Egyesült Államokba utazott, ahol megkísérelt egy közvetítő konferenciát szervezni a semleges államok között. 1915 áprilisában részt vett a Hágában tartott nemzetközi nőkongresszuson, amely a béke ügyét igyekezett előremozdítani. Itt hozták létre a Women's International Committee for Permanent Peace (Állandó Béke Nemzetközi Női Bizottsága) nevű szervezetet, amelynek Bédy-Schwimmer lett az egyik alelnöke. Ötletadója volt és részt vett a Henry Ford által finanszírozott ún. „békehajó”-misszióban; ennek keretében pacifisták utaztak az Egyesült Államokból Európába, hogy Hágában nem hivatalos békekongresszust tartsanak, ahol kidolgozzák a békekötés feltételeit, majd tárgyalóasztalhoz ültessék a hadviselő országokat is. A kezdeményezés kudarcba fulladt, Bédy-Schwimmer pedig lemondott az Állandó Béke Bizottságában betöltött pozíciójáról.
A Feministák Egyesülete csatlakozott az őszirózsás forradalmat vezető koalícióhoz, a Magyar Nemzeti Tanácshoz. Károlyi Mihály már 1918 októberében Svájcba küldte Bédy-Schwimmert a Nemzeti Tanács képviseletében, november 19-én pedig svájci követté nevezte ki; ezzel ő lett az első női követ a világon. Bédy-Schwimmer missziója azonban nem volt sikeres, 1919 januárjában pedig visszahívták. Küldetésének kudarca részben annak tudható, hogy Svájcban napirenden volt a női választójog kérdése, amit a kormány ellenzett, és a magyar diplomácia nyomásának tartotta a női követ kinevezését. Utóda Szilassy Gyula lett. 1919-ben agitációt folytatott a Tanácsköztársaság és a fehérterror rendszere ellen.
Magyarországra nem térhetett vissza, ezért előbb Bécsbe, majd 1921-ben az Egyesült Államokba menekült. Amikor az 1920-as években állampolgárságért folyamodott, kérését elutasították, mert mint pacifista, nem volt hajlandó elfogadni az állampolgári hűségeskü azon részét, mely szerint szükség esetén fegyverrel is megvédené új országát. Az ügy egészen a Legfelsőbb Bíróságig jutott, amely 1929-ben Bédy-Schwimmer ellen ítélt, aki így élete hátralévő részét állampolgárság nélküli személyként élte le. Életének kései szakaszában még mindig végzett aktív politikai-közéleti tevékenységet: Mary Ritter Bearddel megalapították a World Centre for Women's Archives-t. Tisztelői 1948-ban Nobel-békedíjra jelölték, az amerikai kezdeményezők mellett Nagy-Britanniából, Magyarországról, Svédországból, Franciaországból és Olaszországból is voltak támogatói.
New Yorkban halt meg tüdőgyulladásban 1948. augusztus 3-án.

## Publicisztikai írásai
- A béke kálváriája
- A békemozgalom kötelességei. A finn válság
- A férfi szívéhez vezető út
- A férfiasság csődje
- A német nők válasza
- A nők választójoga Angliában
- Az anyaság védelme
- Mire férfiak leszünk
- Nők napja
- A női ruházat reformja és a politika

### Kötetei
- Rosika Schwimmer: Tisza Tales; Doubleday–Doran, New York, 1928

## További információ
- Bédy-Schwimmer digitalizált írásai
- Az úttörők. Magyar nőtörténeti arcképcsarnok Archiválva 2012. november 22-i dátummal a Wayback Machine-ben, Rubicon